# Аксентьевы
Аксентьевы  (Оксентьевы, Авксентьевы) —  древний русский дворянский род.
Род внесён в дворянские родословные книги Пензенской, Тамбовской и Саратовской губерний.

## История рода
Леонтий и Андрей Ивановичи, Гридя и Андрей Леонтьевичи, Русин Андреевич. Яков и Иван Никитичи и Иван Андреевич служили по Можайску (1537). Леонтий-Лев и Игнатий Тимофеевичи владели поместьями в Тверском уезде (1540). Дьяк Мелентий и Невторого Оксентьевы погибли в битве при Молодях (июль 1572). Воин и Ждан Артемьевичи владели поместьями в Дедиловском уезде (1588). Можайский сын боярский Аввакум Михайлович владел двором в Можайске (1595). Безсон Васильевич муромский городовой дворянин, а Иван Васильевич, Андрей Смирного и Путило Молчанов вёрстаны по Мурому новичными окладами (1597).
Григорий Андреевич и Соломонида Ивановна в 1-й четверти XVII века владели поместьями в Можайском уезде. Трое представителей рода участвовали в обороне Москвы (1618), за что пожалованы вотчинами.
Один представитель рода владел населённым имением (1699).

## Известные представители
- Аксентьев Степан Иванович — муромский городовой дворянин (1629).
- Аксентьев Аввакум Васильевич — московский дворянин (1658—1677).
- Аксентьев Василий Аввакумович — московский дворянин (1658—1677)[4].